# Quinto Clelio Siculo
Quinto Clelio Siculo (in latino Quintus Cloelius Siculus; fl. V secolo a.C.) è stato un politico romano del V secolo a.C.

## Biografia
Eletto console nel 498 a.C. assieme a Tito Larcio, al suo secondo mandato, fu il primo membro della gens Cloelia a raggiungere la massima carica della Repubblica romana. Mentre il console collega condusse le forze romane contro Fidenae, Siculo rimase a Roma per curarne la conduzione politica.
Secondo quanto ci dice Dionigi di Alicarnasso, Clelio dimostrò al tempo di Tito Larcio dittatore una notevole abilità nella battaglia contro i Latini (498 a.C.).